# 貝納夫莎·亞庫比
貝納夫莎·亞庫比（英語：Benafsha Yaqoobi，也稱Benafsha Yaqubi）是阿富汗障礙權利倡議者。她被評選為2021年BBC巾幗百名。

## 經歷
貝納夫莎·亞庫比生於阿富汗，出生時即為視力障礙者。她於伊朗研究波斯文學並於喀布爾取得兩個碩士學位，之後在阿富汗總檢察長辦公室上班。
從2019年起，亞庫比一直擔任阿富汗獨立人權委員會（AIHRC）委員，直到2021年塔利班重新掌權後她與丈夫逃離阿富汗。第三次嘗試離開時，他們抵達喀布爾機場並前往英國。
亞庫比與丈夫都是視力障礙者，他們創立了Rahyab，旨在為阿富汗的盲人提供教育和復健服務。她仍然任職於阿富汗獨立人權委員會，並致力於視障兒童的教育。
貝納夫莎·亞庫比是阿富汗障礙權利倡議者。2021年，她入選於BBC的巾帼百名名單中。